# Ducado de Montalto (27 de mayo de 1507)
El ducado de Montalto (del italiano: ducato di Montalto) es un título nobiliario originalmente napolitano y posteriormente hispano concedido el 27 de mayo de 1507 por Fernando II de Aragón, el Católico, a su sobrino Fernando de Aragón y Guardato o Caracciolo, hijo natural del rey Fernando I de Nápoles. El V duque recibió de Felipe II la dignidad de grande de España en 1595, concesión que fue confirmada posteriormente como hereditaria y que ostentaron sus sucesores. El ducado dio origen a la casa de Montalto, que se mantuvo independiente hasta el siglo XVIII, cuando pasó a unirse a la casa de Villafranca y seguidamente a la de Medina Sidonia. 

## Denominación
El título toma su nombre de Montalto Uffugo, villa de la actual provincia italiana de Cosenza sobre la que los duques gozaron de un señorío jurisdiccional hasta la abolición del feudalismo en el reino de Nápoles, iniciada en 1806.
Este título nobiliario ha tenido consideración de español, pero también de napolitano por encabezar un Estado sito en suelo calabrés. De este modo, tras su unificación, el reino de Italia reconoció oficialmente el ducado de Montalto. En la actualidad, no obstante, el título está caducado según la legislación nobiliaria de ambos países, por haberse encontrado en un periodo de vacancia superior a cuarenta años en España y por haberse reconocido como agnaticio en Italia, pero no según la legislación nobiliaria original de las Dos Sicilias.

## Historia

### Antecedentes

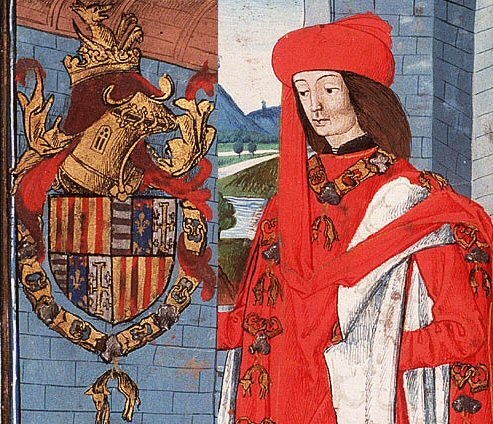
Miniatura francesa del siglo XV que representa a Fernando I de Nápoles, padre del I duque de Montalto, luciendo el hábito de la orden del Toisón de Oro

En 1442, Alfonso V el Magnánimo, rey de Aragón, conquistó el reino de Nápoles, entonces en posesión de Renato de Anjou, haciendo valer sus derechos como hijo adoptivo de la reina Juana II. A su muerte sin descendencia legítima, acaecida en 1458, pasaron a su hermano Juan II los territorios de la Corona de Aragón, de los que se segregó Nápoles, que había sido legado por el monarca a su hijo natural Fernando, que se convirtió en rey y fundó una dinastía independiente. El rey Fernando, además de los príncipes habidos de sus matrimonios con Isabel de Tarento y Juana de Aragón, tuvo una larga prole ilegítima, entre la que se encuentra Fernando de Aragón, nacido de su relación con Diana Guardato o, según otros, con Giovanella Caracciolo. El bastardo real no quedó desamparado, pues recibió de su padre la baronía de Nicastro con Policastro Calabro, en 1480 y los condados de Arena y Stilo y la baronía de San Giovanni en 1483, todos ellos feudos confiscados a nobles francófilos. No obstante, estas tierras le fueron requisadas en 1494 cuando, a la muerte del rey su padre, Carlos VIII de Francia invadió Nápoles. Este soberano, al no ver reconocidos sus derechos al trono napolitano como nieto de María de Anjou, había decidido hacerlos valer manu militari.
La invasión francesa fue contestada por Fernando el Católico, que formó una liga con Milán, Venecia y los Estados Pontificios y acudió al socorro de su sobrino Federico I, que quedó instalado como rey en 1496. Fernando de Aragón, hermano del nuevo soberano, había de alcanzar una posición aún más privilegiada que la que gozaba antes de la llegada de los franceses. No recobró sus feudos de Nicastro, Arena y Stilo, que fueron devueltos a sus primitivos poseedores, los Caracciolo y los Conclubet, que en esta ocasión habían apoyado la causa aragonesa, pero recibió, el 15 de junio de 1501, el rico condado de Cayazzo y la baronía de Pietrapaola.
Sin embargo, tanto Aragón como Francia guardaban deseos de controlar la península itálica, por lo que el Rey Católico y Luis XIII de Francia firmaron el secreto tratado de Granada, por el que se proponían destronar al rey de Nápoles y repartirse sus territorios. Como ambos ansiaban quedarse con el reino entero, incumplieron el tratado y estalló la guerra de Nápoles, en las que las tropas españolas, lideradas por el Gran Capitán, expulsaron a los franceses del suelo napolitano en 1504, incorporándose así el reino a la Monarquía hispánica. La paz se firmó en el tratado de Lyon, pero ulteriores condiciones fueron pactadas en las llamadas capitulaciones de Atripalda, de 1505, que incluían la obligación de restituir todos los feudos confiscados durante la contienda a los nobles napolitanos, sin importar la bandera bajo la que hubiesen luchado. Así, Fernando de Aragón tuvo que ceder su condado de Cayazzo a Roberto Ambrosio Sanseverino.

### Creación y territorios

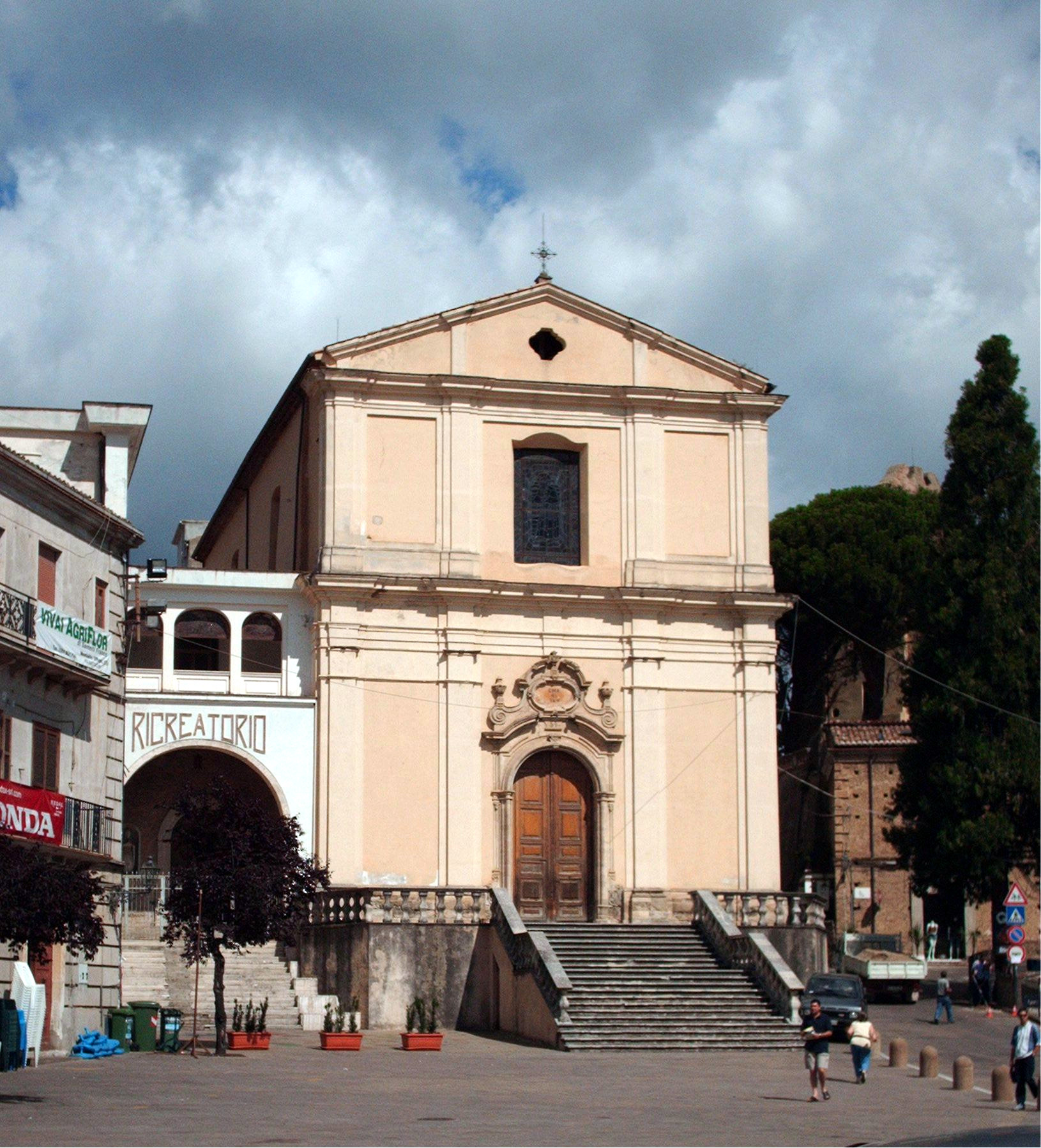
Iglesia de San Francisco de Paula, en la plaza mayor de Montalto Uffugo, donde está enterrado el I duque.

El 27 de mayo de 1507, Fernando el Católico concedió el ducado de Montalto a su sobrino Fernando de Aragón para compensarle por la pérdida de su feudo de Cayazzo. Al patrimonio del duque, integrado por la baronía de Motta San Giovanni y el señorío de Petralia Sottana y Petralia Soprana, compradas en esas fechas, y la de Pietrapaola, que conservaba desde 15 de junio de 1501, se le unieron el nuevo ducado y la gabela sobre el pescado y el ius scannaggi de Reggio, pero ello no logró resarcirle de la pérdida del próspero condado de Cayazzo, pues su renta anual disminuyó en 1 865 ducados. Por ello, el Rey Católico tuvo que cederle, hasta completar su antigua renta de 3 000 ducados, los ingresos del fisco regio procedentes del fogaje e impuestos sobre la sal de las tierras de sus señoríos.
Montalto ya había sido conferido como ducado, en enero de ese año, al Gran Capitán, artífice militar de la conquista de Nápoles. El de Córdoba, sin embargo, sólo estuvo en posesión del ducado 146 días, y a su vuelta a España lo devolvió a la Corona, pudiendo este así ser entregado a Fernando. En esta concesión del título, confirmada en 1531 por el cardenal Colonna, virrey de Nápoles, y en 1536 por Carlos V, el dominio señorial se extendía no sólo a la villa de Montalto y su término, sino a los partidos de la baronía de Pietrapaola (la propia Pietrapaola, San Morello, Casabona, San Nicola dell'Alto, Caloveto, Crosia y Cropalati) y a la baronía de Motta San Giovanni, que incluía el castillo de San Aniceto. Nel 1541, el duque compró el condado de Belcastro y las baronías de Cropani y Zagarise a su yerno Alfonso III d'Ávalos, marqués del Vasto, esposo de su hija María. Ostentava también los títulos de barón de San-Giovanni-di-Gerace, barón de Motta-San-Giovanni y señor de Petralia (hoy Petralia-Sottana e Petralia-Soprana). No obstante, este estado señorial fue progresivamente desmembrado y enajenado por los sucesivos duques, con el correspondiente permiso real, para solventar sus problemas de liquidez. Así, el IV duque vendió Motta San Giovanni en 1561 a Juan Minutolo y Casabona y San Nicola dell'Alto a Juan Pedro Pisciotta en 1580, y su hija la V duquesa vendió lo que quedaba de la baronía de Pietrapaola: en 1584 Pietrapaola y San Morello a Fabio Alimena, testaferro del príncipe de Scilla, y en 1593 Crosia y Caloveto a Juan Miguel Mennato-Riccio. De este modo, sólo quedó Montalto como base territorial inalienable del ducado.

### Aragonés, Moncadas y Toledos
El ducado de Montalto se transmitió por varonía dentro del linaje real aragonés, con la consiguiente consideración de «príncipe de la sangre» en Nápoles, hasta su IV titular, Antonio de Aragón, que fue sucedido a su muerte el 8 de febrero de 1584 por la mayor de sus dos hijas, María. Pasado un mes del fallecimiento de su padre, el 12 de marzo, la duquesa se casó con Francisco de Moncada, III príncipe de Paternò, pactándose unas capitulaciones matrimoniales que establecían la primacía del título de la novia sobre los de las casas de Moncada y Luna que poseía el novio, y que imponían a sus sucesores la obligación de ostentar conjuntamente ambos apellidos, anteponiendo Aragón o Moncada por alternancia en cada generación.
El primogénito de este matrimonio, Antonio, fue el primero de los duques de Montalto en cubrirse como grande de España, por merced que le hizo el rey Felipe II en 1595, que venía a unirse a la grandeza que ya ostentaba como duque de Bivona. Sus inmediatos sucesores también fueron grandes, quedando la dignidad adscrita como hereditaria en el ducado, pues detentaron importantes cargos en la administración del imperio: el VII duque fue presidente del reino de Sicilia y virrey de Cerdeña y de Valencia, y el VIII ocupó la presidencia de los Consejos de Indias y de Aragón.
En 1665 Fernando de Moncada y Moncada (†1713), llamado "Fernando Aragón y de Moncada" en observancia de las capitulaciones matrimoniales de sus bisabuelos, VIII duque de Montalto y VI príncipe de Paternó, casó con María Teresa Fajardo y Álvarez de Toledo, VII marquesa de los Vélez, uniéndose virtualmente durante su matrimonio la casa de Paternò con la casa de los Vélez. La hija del matrimonio, Catalina de Moncada y Fajardo, que a la muerte de su madre se convirtió en la VIII marquesa de los Vélez y que estaba casada con el VIII marqués de Villafranca del Bierzo, Fadrique Álvarez de Toledo y Fernández de Córdoba, quedó como heredera de la casa de Paternò, en la cual estaba incorporada la de Montalto, por disposición testamentaria de su padre. Sin embargo Luigi Guglielmo de Moncada, I duque de San Juan, bisnieto y descendiente de Antonio de Moncada y Aragón, IV príncipe de Paternó, por línea de primogenitura masculina inició un pleito por la sucesión, alegando fideicomiso agnaticio por vía masculina instituido en 1501 por Juan Tomás de Moncada, por lo que finalmente ganó Luigi Guglielmo de Moncada, siendo reconocido por el rey Carlos III de España, como príncipe de Paternò y grande de España. No obstante la descendencia de la VIII marquesa de los Vélez, tras una primera sentencia desfavorable, conservó el derecho al ducado de Montalto, entre otros títulos de la casa de Paternò.
En 1957 la XXI duquesa de Medina Sidonia, Luisa Isabel Álvarez de Toledo y Maura solicitó su rehabilitación bajo el nombre de duque de Montalto de Aragón, que le fue denegada por haber sido entonces rehabilitada en 1919 la primera concessión del mismo título en otro linaje (Ducado de Montalto (1 de enero de 1507)).[cita requerida]

## Duques de Montalto
|                                   | Titular                                        | Periodo                           |
| Concesión de Fernando el Católico | Concesión de Fernando el Católico              | Concesión de Fernando el Católico |
| --------------------------------- | ---------------------------------------------- | --------------------------------- |
| I                                 | Fernando de Aragón y Guardato                  | 1507-1543                         |
| II                                | Antonio de Aragón y Folch de Cardona           | 1543-1543                         |
| III                               | Pedro de Aragón y Folch de Cardona             | 1543-1553                         |
| IV                                | Antonio de Aragón y Folch de Cardona           | 1553-1584                         |
| V                                 | María de Aragón y La Cerda                     | 1584-1610                         |
| VI                                | Antonio de Aragón y Moncada                    | 1610-1631                         |
| VII                               | Luis Guillén de Moncada y Aragón               | 1631-1672                         |
| VIII                              | Fernando de Aragón y Moncada                   | 1672-1713                         |
| IX                                | Catalina de Moncada y Aragón                   | 1713-1727                         |
| X                                 | Fadrique Vicente Álvarez de Toledo Osorio      | 1727-1753                         |
| XI                                | Antonio Álvarez de Toledo Osorio               | 1753-1773                         |
| XII                               | José Álvarez de Toledo Osorio                  | 1773-1796                         |
| XIII                              | Francisco de Borja Álvarez de Toledo Osorio    | 1796-1821                         |
| XIV                               | Pedro de Alcántara Álvarez de Toledo y Palafox | 1821-1867                         |
| XV                                | José Álvarez de Toledo y Silva                 | 1867-1900                         |
| XVI                               | Joaquín Álvarez de Toledo y Caro               | 1900-1915                         |
| XVII                              | Joaquín Álvarez de Toledo y Caro               | 1915-1955                         |
| Título caducado                   |                                                |                                   |

### Árbol genealógico
| Duques de Montalto                                        |
| --------------------------------------------------------- |
| Reconocidos en España Reconocidos en Italia Pretendientes |

| | | | | | |  |  | Alfonso V de Aragón (1396–1458)                                                                                    | | | | | |  |  | | | | | | |  |  |  |  |  |  |  |  |  |  |
| | | | | | |  |  | | | | | | |  |  | | | | | | |  |  |  |  |  |  |  |  |  |  |
| | | | | | |  |  | Fernando I de Nápoles (1423–1494)                                                                                  | | | | | |  |  | | | | | | |  |  |  |  |  |  |  |  |  |  |
| | | | | | |  |  | | | | | | |  |  | | | | | | |  |  |  |  |  |  |  |  |  |  |
| | | | | | |  |  | Fernando de Aragón, I duque de Montalto (c. 1460–1543)                                                             | | | | | |  |  | | | | | | |  |  |  |  |  |  |  |  |  |  |
| | | | | | |  |  | | | | | | |  |  | | | | | | |  |  |  |  |  |  |  |  |  |  |
| | | | | | |  |  | Antonio de Aragón, II duque de Montalto (1506–1543)                                                                | | | | | |  |  | | | | | | |  |  |  |  |  |  |  |  |  |  |
| | | | | | |  |  | | | | | | |  |  | | | | | | |  |  |  |  |  |  |  |  |  |  |
| | | | | | |  |  | | | | | | |  |  | | | | | | |  |  |  |  |  |  |  |  |  |  |
| Pedro de Aragón, III duque de Montalto († 1553)                                                     | Pedro de Aragón, III duque de Montalto († 1553)                                                     | Pedro de Aragón, III duque de Montalto († 1553)                                                     | Pedro de Aragón, III duque de Montalto († 1553)                                                     | Pedro de Aragón, III duque de Montalto († 1553)                                                     | Pedro de Aragón, III duque de Montalto († 1553)                                                     |  |  | Antonio de Aragón, IV duque de Montalto (1543–1584)                                                                | Antonio de Aragón, IV duque de Montalto (1543–1584)                                                                | Antonio de Aragón, IV duque de Montalto (1543–1584)                                                                | Antonio de Aragón, IV duque de Montalto (1543–1584)                                                                | Antonio de Aragón, IV duque de Montalto (1543–1584)                                                                | Antonio de Aragón, IV duque de Montalto (1543–1584)                                                                |  |  | | | | | | |  |  |  |  |  |  |  |  |  |  |
| Pedro de Aragón, III duque de Montalto († 1553)                                                     | Pedro de Aragón, III duque de Montalto († 1553)                                                     | Pedro de Aragón, III duque de Montalto († 1553)                                                     | Pedro de Aragón, III duque de Montalto († 1553)                                                     | Pedro de Aragón, III duque de Montalto († 1553)                                                     | Pedro de Aragón, III duque de Montalto († 1553)                                                     |  |  | Antonio de Aragón, IV duque de Montalto (1543–1584)                                                                | Antonio de Aragón, IV duque de Montalto (1543–1584)                                                                | Antonio de Aragón, IV duque de Montalto (1543–1584)                                                                | Antonio de Aragón, IV duque de Montalto (1543–1584)                                                                | Antonio de Aragón, IV duque de Montalto (1543–1584)                                                                | Antonio de Aragón, IV duque de Montalto (1543–1584)                                                                |  |  | | | | | | |  |  |  |  |  |  |  |  |  |  |
| | | | | | |  |  | María de Aragón, princesa de Paternó, V duquesa de Montalto (c. 1560–1610)                                         | | | | | |  |  | | | | | | |  |  |  |  |  |  |  |  |  |  |
| | | | | | |  |  | | | | | | |  |  | | | | | | |  |  |  |  |  |  |  |  |  |  |
| | | | | | |  |  | Antonio de Aragón y Moncada, VI duque de Montalto, IV príncipe de Paternó (1589–1631)                              | | | | | |  |  | | | | | | |  |  |  |  |  |  |  |  |  |  |
| | | | | | |  |  | | | | | | |  |  | | | | | | |  |  |  |  |  |  |  |  |  |  |
| | | | | | |  |  | | | | | | |  |  | | | | | | |  |  |  |  |  |  |  |  |  |  |
| | | | | | |  |  | Luis Guillén de Moncada y Aragón, VII duque de Montalto, V príncipe de Paternó (1614–1672)                         | Luis Guillén de Moncada y Aragón, VII duque de Montalto, V príncipe de Paternó (1614–1672)                         | Luis Guillén de Moncada y Aragón, VII duque de Montalto, V príncipe de Paternó (1614–1672)                         | Luis Guillén de Moncada y Aragón, VII duque de Montalto, V príncipe de Paternó (1614–1672)                         | Luis Guillén de Moncada y Aragón, VII duque de Montalto, V príncipe de Paternó (1614–1672)                         | Luis Guillén de Moncada y Aragón, VII duque de Montalto, V príncipe de Paternó (1614–1672)                         |  |  | Ignacio de Moncada y La Cerda (1615–1689)                                                                | Ignacio de Moncada y La Cerda (1615–1689)                                                                | Ignacio de Moncada y La Cerda (1615–1689)                                                                | Ignacio de Moncada y La Cerda (1615–1689)                                                                | Ignacio de Moncada y La Cerda (1615–1689)                                                                | Ignacio de Moncada y La Cerda (1615–1689)                                                                |  |  |  |  |  |  |  |  |  |  |
| | | | | | |  |  | Luis Guillén de Moncada y Aragón, VII duque de Montalto, V príncipe de Paternó (1614–1672)                         | Luis Guillén de Moncada y Aragón, VII duque de Montalto, V príncipe de Paternó (1614–1672)                         | Luis Guillén de Moncada y Aragón, VII duque de Montalto, V príncipe de Paternó (1614–1672)                         | Luis Guillén de Moncada y Aragón, VII duque de Montalto, V príncipe de Paternó (1614–1672)                         | Luis Guillén de Moncada y Aragón, VII duque de Montalto, V príncipe de Paternó (1614–1672)                         | Luis Guillén de Moncada y Aragón, VII duque de Montalto, V príncipe de Paternó (1614–1672)                         |  |  | Ignacio de Moncada y La Cerda (1615–1689)                                                                | Ignacio de Moncada y La Cerda (1615–1689)                                                                | Ignacio de Moncada y La Cerda (1615–1689)                                                                | Ignacio de Moncada y La Cerda (1615–1689)                                                                | Ignacio de Moncada y La Cerda (1615–1689)                                                                | Ignacio de Moncada y La Cerda (1615–1689)                                                                |  |  |  |  |  |  |  |  |  |  |
| | | | | | |  |  | Fernando de Aragón y Moncada, VIII duque de Montalto, VI príncipe de Paternó († 1713)                              | Fernando de Aragón y Moncada, VIII duque de Montalto, VI príncipe de Paternó († 1713)                              | Fernando de Aragón y Moncada, VIII duque de Montalto, VI príncipe de Paternó († 1713)                              | Fernando de Aragón y Moncada, VIII duque de Montalto, VI príncipe de Paternó († 1713)                              | Fernando de Aragón y Moncada, VIII duque de Montalto, VI príncipe de Paternó († 1713)                              | Fernando de Aragón y Moncada, VIII duque de Montalto, VI príncipe de Paternó († 1713)                              |  |  | Fernando de Moncada, duque de San Juan (1649–1710)                                                       | Fernando de Moncada, duque de San Juan (1649–1710)                                                       | Fernando de Moncada, duque de San Juan (1649–1710)                                                       | Fernando de Moncada, duque de San Juan (1649–1710)                                                       | Fernando de Moncada, duque de San Juan (1649–1710)                                                       | Fernando de Moncada, duque de San Juan (1649–1710)                                                       |  |  |  |  |  |  |  |  |  |  |
| | | | | | |  |  | Fernando de Aragón y Moncada, VIII duque de Montalto, VI príncipe de Paternó († 1713)                              | Fernando de Aragón y Moncada, VIII duque de Montalto, VI príncipe de Paternó († 1713)                              | Fernando de Aragón y Moncada, VIII duque de Montalto, VI príncipe de Paternó († 1713)                              | Fernando de Aragón y Moncada, VIII duque de Montalto, VI príncipe de Paternó († 1713)                              | Fernando de Aragón y Moncada, VIII duque de Montalto, VI príncipe de Paternó († 1713)                              | Fernando de Aragón y Moncada, VIII duque de Montalto, VI príncipe de Paternó († 1713)                              |  |  | Fernando de Moncada, duque de San Juan (1649–1710)                                                       | Fernando de Moncada, duque de San Juan (1649–1710)                                                       | Fernando de Moncada, duque de San Juan (1649–1710)                                                       | Fernando de Moncada, duque de San Juan (1649–1710)                                                       | Fernando de Moncada, duque de San Juan (1649–1710)                                                       | Fernando de Moncada, duque de San Juan (1649–1710)                                                       |  |  |  |  |  |  |  |  |  |  |
| | | | | | |  |  | Catalina de Moncada y Aragón, marquesa de Villafranca, IX duquesa de Montalto, VII princesa de Paternó (1665-1727) | Catalina de Moncada y Aragón, marquesa de Villafranca, IX duquesa de Montalto, VII princesa de Paternó (1665-1727) | Catalina de Moncada y Aragón, marquesa de Villafranca, IX duquesa de Montalto, VII princesa de Paternó (1665-1727) | Catalina de Moncada y Aragón, marquesa de Villafranca, IX duquesa de Montalto, VII princesa de Paternó (1665-1727) | Catalina de Moncada y Aragón, marquesa de Villafranca, IX duquesa de Montalto, VII princesa de Paternó (1665-1727) | Catalina de Moncada y Aragón, marquesa de Villafranca, IX duquesa de Montalto, VII princesa de Paternó (1665-1727) |  |  | Luis Guillén de Moncada, VI duque de San Juan, IX duque de Montalto, VII príncipe de Paternó (1670–1743) | Luis Guillén de Moncada, VI duque de San Juan, IX duque de Montalto, VII príncipe de Paternó (1670–1743) | Luis Guillén de Moncada, VI duque de San Juan, IX duque de Montalto, VII príncipe de Paternó (1670–1743) | Luis Guillén de Moncada, VI duque de San Juan, IX duque de Montalto, VII príncipe de Paternó (1670–1743) | Luis Guillén de Moncada, VI duque de San Juan, IX duque de Montalto, VII príncipe de Paternó (1670–1743) | Luis Guillén de Moncada, VI duque de San Juan, IX duque de Montalto, VII príncipe de Paternó (1670–1743) |  |  |  |  |  |  |  |  |  |  |
| | | | | | |  |  | Catalina de Moncada y Aragón, marquesa de Villafranca, IX duquesa de Montalto, VII princesa de Paternó (1665-1727) | Catalina de Moncada y Aragón, marquesa de Villafranca, IX duquesa de Montalto, VII princesa de Paternó (1665-1727) | Catalina de Moncada y Aragón, marquesa de Villafranca, IX duquesa de Montalto, VII princesa de Paternó (1665-1727) | Catalina de Moncada y Aragón, marquesa de Villafranca, IX duquesa de Montalto, VII princesa de Paternó (1665-1727) | Catalina de Moncada y Aragón, marquesa de Villafranca, IX duquesa de Montalto, VII princesa de Paternó (1665-1727) | Catalina de Moncada y Aragón, marquesa de Villafranca, IX duquesa de Montalto, VII princesa de Paternó (1665-1727) |  |  | Luis Guillén de Moncada, VI duque de San Juan, IX duque de Montalto, VII príncipe de Paternó (1670–1743) | Luis Guillén de Moncada, VI duque de San Juan, IX duque de Montalto, VII príncipe de Paternó (1670–1743) | Luis Guillén de Moncada, VI duque de San Juan, IX duque de Montalto, VII príncipe de Paternó (1670–1743) | Luis Guillén de Moncada, VI duque de San Juan, IX duque de Montalto, VII príncipe de Paternó (1670–1743) | Luis Guillén de Moncada, VI duque de San Juan, IX duque de Montalto, VII príncipe de Paternó (1670–1743) | Luis Guillén de Moncada, VI duque de San Juan, IX duque de Montalto, VII príncipe de Paternó (1670–1743) |  |  |  |  |  |  |  |  |  |  |
| | | | | | |  |  | Fadrique Vicente de Toledo Osorio, IX marqués de Villafranca, X duque de Montalto (1686-1753)                      | Fadrique Vicente de Toledo Osorio, IX marqués de Villafranca, X duque de Montalto (1686-1753)                      | Fadrique Vicente de Toledo Osorio, IX marqués de Villafranca, X duque de Montalto (1686-1753)                      | Fadrique Vicente de Toledo Osorio, IX marqués de Villafranca, X duque de Montalto (1686-1753)                      | Fadrique Vicente de Toledo Osorio, IX marqués de Villafranca, X duque de Montalto (1686-1753)                      | Fadrique Vicente de Toledo Osorio, IX marqués de Villafranca, X duque de Montalto (1686-1753)                      |  |  | Francisco Rodrigo de Moncada, VIII príncipe de Paternó (1696–1763) Con sucesión en la casa de Paternó.   | Francisco Rodrigo de Moncada, VIII príncipe de Paternó (1696–1763) Con sucesión en la casa de Paternó.   | Francisco Rodrigo de Moncada, VIII príncipe de Paternó (1696–1763) Con sucesión en la casa de Paternó.   | Francisco Rodrigo de Moncada, VIII príncipe de Paternó (1696–1763) Con sucesión en la casa de Paternó.   | Francisco Rodrigo de Moncada, VIII príncipe de Paternó (1696–1763) Con sucesión en la casa de Paternó.   | Francisco Rodrigo de Moncada, VIII príncipe de Paternó (1696–1763) Con sucesión en la casa de Paternó.   |  |  |  |  |  |  |  |  |  |  |
| | | | | | |  |  | Fadrique Vicente de Toledo Osorio, IX marqués de Villafranca, X duque de Montalto (1686-1753)                      | Fadrique Vicente de Toledo Osorio, IX marqués de Villafranca, X duque de Montalto (1686-1753)                      | Fadrique Vicente de Toledo Osorio, IX marqués de Villafranca, X duque de Montalto (1686-1753)                      | Fadrique Vicente de Toledo Osorio, IX marqués de Villafranca, X duque de Montalto (1686-1753)                      | Fadrique Vicente de Toledo Osorio, IX marqués de Villafranca, X duque de Montalto (1686-1753)                      | Fadrique Vicente de Toledo Osorio, IX marqués de Villafranca, X duque de Montalto (1686-1753)                      |  |  | Francisco Rodrigo de Moncada, VIII príncipe de Paternó (1696–1763) Con sucesión en la casa de Paternó.   | Francisco Rodrigo de Moncada, VIII príncipe de Paternó (1696–1763) Con sucesión en la casa de Paternó.   | Francisco Rodrigo de Moncada, VIII príncipe de Paternó (1696–1763) Con sucesión en la casa de Paternó.   | Francisco Rodrigo de Moncada, VIII príncipe de Paternó (1696–1763) Con sucesión en la casa de Paternó.   | Francisco Rodrigo de Moncada, VIII príncipe de Paternó (1696–1763) Con sucesión en la casa de Paternó.   | Francisco Rodrigo de Moncada, VIII príncipe de Paternó (1696–1763) Con sucesión en la casa de Paternó.   |  |  |  |  |  |  |  |  |  |  |
| | | | | | |  |  | Antonio Álvarez de Toledo, X marqués de Villafranca, XI duque de Montalto (1716–1773)                              | | | | | |  |  | | | | | | |  |  |  |  |  |  |  |  |  |  |
| | | | | | |  |  | | | | | | |  |  | | | | | | |  |  |  |  |  |  |  |  |  |  |
| | | | | | |  |  | | | | | | |  |  | | | | | | |  |  |  |  |  |  |  |  |  |  |
| José Álvarez de Toledo, duque de Alba, XI marqués de Villafranca, XII duque de Montalto (1756–1796) | José Álvarez de Toledo, duque de Alba, XI marqués de Villafranca, XII duque de Montalto (1756–1796) | José Álvarez de Toledo, duque de Alba, XI marqués de Villafranca, XII duque de Montalto (1756–1796) | José Álvarez de Toledo, duque de Alba, XI marqués de Villafranca, XII duque de Montalto (1756–1796) | José Álvarez de Toledo, duque de Alba, XI marqués de Villafranca, XII duque de Montalto (1756–1796) | José Álvarez de Toledo, duque de Alba, XI marqués de Villafranca, XII duque de Montalto (1756–1796) |  |  | Francisco de Borja Álvarez de Toledo, XII marqués de Villafranca, XIII duque de Montalto (1763–1821)               | Francisco de Borja Álvarez de Toledo, XII marqués de Villafranca, XIII duque de Montalto (1763–1821)               | Francisco de Borja Álvarez de Toledo, XII marqués de Villafranca, XIII duque de Montalto (1763–1821)               | Francisco de Borja Álvarez de Toledo, XII marqués de Villafranca, XIII duque de Montalto (1763–1821)               | Francisco de Borja Álvarez de Toledo, XII marqués de Villafranca, XIII duque de Montalto (1763–1821)               | Francisco de Borja Álvarez de Toledo, XII marqués de Villafranca, XIII duque de Montalto (1763–1821)               |  |  | | | | | | |  |  |  |  |  |  |  |  |  |  |
| José Álvarez de Toledo, duque de Alba, XI marqués de Villafranca, XII duque de Montalto (1756–1796) | José Álvarez de Toledo, duque de Alba, XI marqués de Villafranca, XII duque de Montalto (1756–1796) | José Álvarez de Toledo, duque de Alba, XI marqués de Villafranca, XII duque de Montalto (1756–1796) | José Álvarez de Toledo, duque de Alba, XI marqués de Villafranca, XII duque de Montalto (1756–1796) | José Álvarez de Toledo, duque de Alba, XI marqués de Villafranca, XII duque de Montalto (1756–1796) | José Álvarez de Toledo, duque de Alba, XI marqués de Villafranca, XII duque de Montalto (1756–1796) |  |  | Francisco de Borja Álvarez de Toledo, XII marqués de Villafranca, XIII duque de Montalto (1763–1821)               | Francisco de Borja Álvarez de Toledo, XII marqués de Villafranca, XIII duque de Montalto (1763–1821)               | Francisco de Borja Álvarez de Toledo, XII marqués de Villafranca, XIII duque de Montalto (1763–1821)               | Francisco de Borja Álvarez de Toledo, XII marqués de Villafranca, XIII duque de Montalto (1763–1821)               | Francisco de Borja Álvarez de Toledo, XII marqués de Villafranca, XIII duque de Montalto (1763–1821)               | Francisco de Borja Álvarez de Toledo, XII marqués de Villafranca, XIII duque de Montalto (1763–1821)               |  |  | | | | | | |  |  |  |  |  |  |  |  |  |  |
| | | | | | |  |  | Pedro de Alcántara Álvarez de Toledo, XIII marqués de Villafranca, XIV duque de Montalto (1803–1867)               | | | | | |  |  | | | | | | |  |  |  |  |  |  |  |  |  |  |
| | | | | | |  |  | | | | | | |  |  | | | | | | |  |  |  |  |  |  |  |  |  |  |
| | | | | | |  |  | José Álvarez de Toledo, XVII duque de Medina Sidonia, XV duque de Montalto (1826- 1900)                            | | | | | |  |  | | | | | | |  |  |  |  |  |  |  |  |  |  |
| | | | | | |  |  | | | | | | |  |  | | | | | | |  |  |  |  |  |  |  |  |  |  |
| | | | | | |  |  | Joaquín Álvarez de Toledo, XIX duque de Medina Sidonia, XVI duque de Montalto (1865- 1915)                         | | | | | |  |  | | | | | | |  |  |  |  |  |  |  |  |  |  |
| | | | | | |  |  | | | | | | |  |  | | | | | | |  |  |  |  |  |  |  |  |  |  |
| | | | | | |  |  | Joaquín Álvarez de Toledo, XX duque de Medina Sidonia, XVII duque de Montalto (1894- 1955)                         | | | | | |  |  | | | | | | |  |  |  |  |  |  |  |  |  |  |
| | | | | | |  |  | | | | | | |  |  | | | | | | |  |  |  |  |  |  |  |  |  |  |
| | | | | | |  |  | Luisa Isabel Álvarez de Toledo, XXI duquesa de Medina Sidonia (1936- 2008)                                         | | | | | |  |  | | | | | | |  |  |  |  |  |  |  |  |  |  |
| | | | | | |  |  | | | | | | |  |  | | | | | | |  |  |  |  |  |  |  |  |  |  |
| | | | | | |  |  | | | | | | |  |  | | | | | | |  |  |  |  |  |  |  |  |  |  |
| | | | | | |  |  | Leoncio González de Gregorio, XXII duque de Medina Sidonia (n. 1956) Con sucesión en la casa de Medina Sidonia.    | Leoncio González de Gregorio, XXII duque de Medina Sidonia (n. 1956) Con sucesión en la casa de Medina Sidonia.    | Leoncio González de Gregorio, XXII duque de Medina Sidonia (n. 1956) Con sucesión en la casa de Medina Sidonia.    | Leoncio González de Gregorio, XXII duque de Medina Sidonia (n. 1956) Con sucesión en la casa de Medina Sidonia.    | Leoncio González de Gregorio, XXII duque de Medina Sidonia (n. 1956) Con sucesión en la casa de Medina Sidonia.    | Leoncio González de Gregorio, XXII duque de Medina Sidonia (n. 1956) Con sucesión en la casa de Medina Sidonia.    |  |  | Gabriel González de Gregorio y Álvarez de Toledo (n. 1958)                                               | Gabriel González de Gregorio y Álvarez de Toledo (n. 1958)                                               | Gabriel González de Gregorio y Álvarez de Toledo (n. 1958)                                               | Gabriel González de Gregorio y Álvarez de Toledo (n. 1958)                                               | Gabriel González de Gregorio y Álvarez de Toledo (n. 1958)                                               | Gabriel González de Gregorio y Álvarez de Toledo (n. 1958)                                               |  |  |  |  |  |  |  |  |  |  |